# 偶然 (1987年の映画)
偶然（ポーランド語: Przypadek  英：Blind Chance) は、1981年に製作され、1987年に公開されたポーランド映画。監督、脚本はクシシュトフ・キェシロフスキ。主演はボグスワフ・リンダ。
主人公が列車に間に合うかどうかによって、全く異なる3つの人生を描く。この構成は『ラン・ローラ・ラン』や『ミスター・ノーバディ』などに強い影響を与えた。
本作は1987年にカンヌ国際映画祭にて選出された。

## あらすじ
物語は、ヴィテクが飛行機の中で突然叫び声をあげるシーンから始まる。その叫びをきっかけに、彼の過去が断片的に回想されていきます。幼くして母を亡くし、父は1956年のポズナン暴動に関わった元活動家。叔母は熱心な共産主義者でだった。少年期のヴィテクは、亡き母について父が漏らした短い言葉、デンマークへ移住する親友との別れ、教師との喧嘩、初恋の相手チュシュカとの記憶を思い出す。
医学部に進学すると、同級生のオルガと交際する。ある日、ヴィテクの父が亡くなる。葬儀後、父の遺した「何も強制されることはない」という言葉を胸に、大学を休学し、人生の方向性を模索するためワルシャワ行きの列車に乗ろうとする。そこで、ビールを飲んでいる男にぶつかる。列車に間に合うかどうか、そしてどのように行動するかによって3つの異なる可能性へと枝分かれする。

### 【エピソード1】
ヴィテクはビールを飲んでいる男にぶつかりそうになるが回避し、列車に間に合い駆け込みで飛び乗る。車内で彼はヴェルネルという元共産党員と出会い、紹介により青年組織で働き始める。薬物リハビリ施設での対立を鎮めた功績が認められ、組織の幹部候補となりる。やがて、かつての恋人チュシュカと再会。彼女が反体制の地下出版に関わっていることを知り、信頼していた上司アダムに思わず告げてしまう。その結果チュシュカは逮捕され、ヴィテクは激しく後悔。彼女との関係も絶たれ、組織を離れることを決意します。青年団とともにフランスへの視察団に加わろうとするが、出発は直前でキャンセルされてしまう。

### 【エピソード2】
ヴィテクはビールを飲んでいる男に激しくぶつかり、ジョッキが男の手から滑り落ちて床に落ち、割れて中身がこぼれてしまう。ヴィテクは立ち止まることなくホームを駆けるが、鉄道警備員に制止され、取っ組み合いの末公的制裁として公共奉仕活動を命じられる。そこで反体制活動家マレクと出会い、「飛び入り大学」の講義を通じて神父シュテファンと知り合い、地下印刷所での秘密活動に加わる。彼は洗礼を受け、信仰と信念のはざまで揺れ動きながらも活動に没頭する。そんな折、友人の妹であるヴェルカと知り合い、穏やかな時間を過ごす。若者たちの国際会議「青年シノド」に参加するためフランス行きが提案されますが、旅券取得には秘密警察との協力が条件とされ、ヴィテクはそれを拒否。やがて印刷所の場所が漏洩し、マレクはヴィテクに疑いの目を向けます。神父は沈黙を命じ、彼は答えを見つけられないまま混迷の中に置かれる。

### 【エピソード3】
ヴィテクはビールを飲んでいる男にぶつかりそうになったので、立ち止まって謝罪する。ヴィテクはそれでも電車に乗ろうとするも、間に合わない。数秒後駅員が現れるが、ヴィテクは息を整えるために立ち止まる。ホーム上に大学時代の同級生オルガがいたことに気付く。ヴィテクとオルガはアパートに戻り、床で愛し合う。ヴィテクは大学に戻ることを決意する。２人は結婚し、子どもを授かる。卒業後、臨床実習を始め、のちに大学講師の道を歩む。ヴィテクは政治的中立を貫き、党への加入も、学生運動支援の署名も拒み続ける。ある日、代理としてリビアでの講演依頼が舞い込み、家族との時間を優先するためフライトを変更する。出発前、オルガから第２子の妊娠を知らされ、喜びの中で空港に向かいます。しかし、ヴィテクが搭乗したパリ行きの飛行機は離陸後すぐに爆発。物語は突如として終わりを迎える。

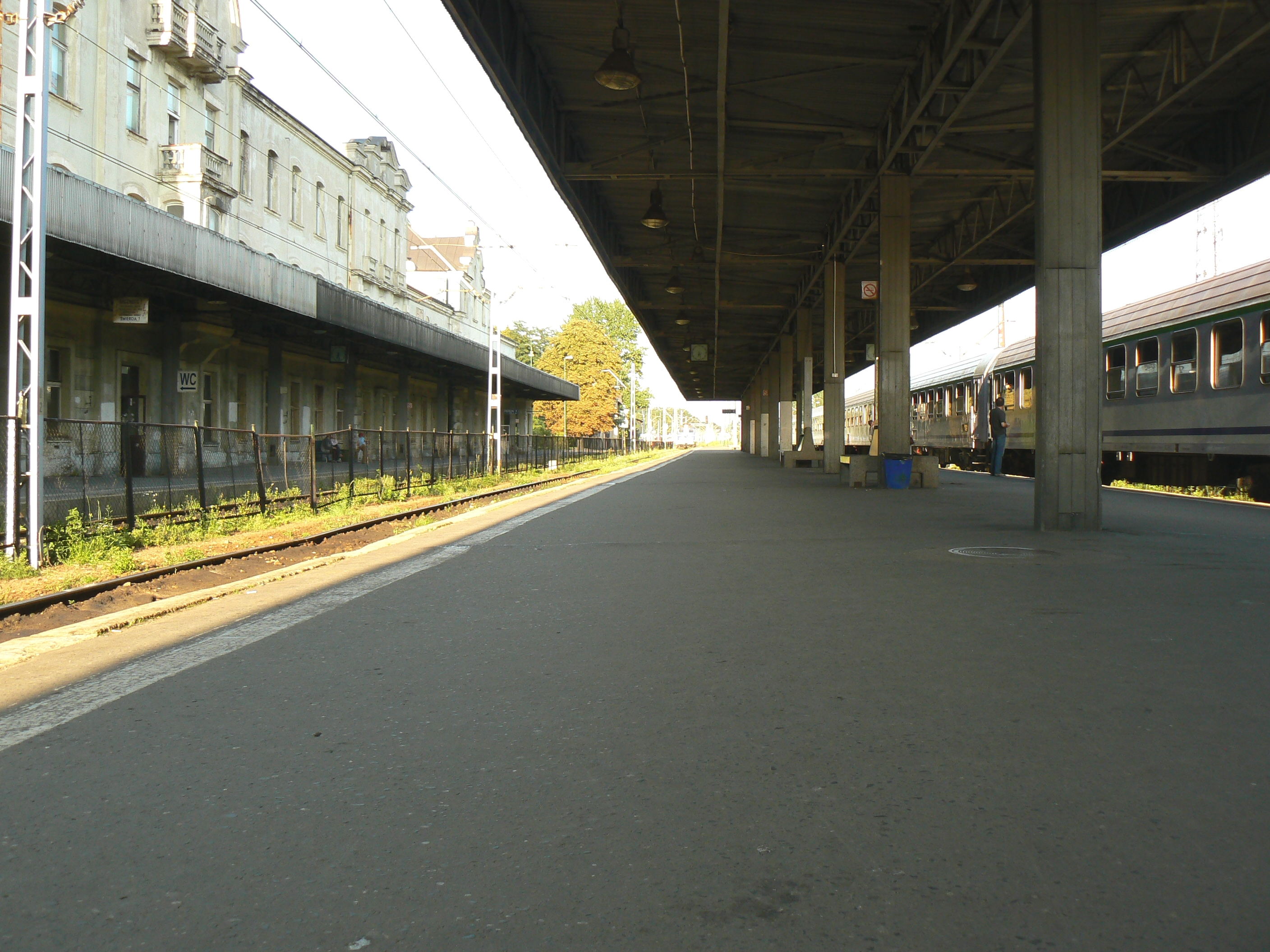
2011年に登場したウッチファブリチュナ駅、主人公の人生のターニングポイント

## キャスト

### 主人公
ヴィテク・ドゥウゴシュ
演：ボグスワフ・リンダ
1956年、ポズナンに生まれた青年。母親を早くに亡くし、ポズナン暴動に参加した父親と、熱心な共産主義者である叔母のもとで育った。大学を休学し、ワルシャワ行きの列車に乗ろうとする場面から、人生が偶然の選択によって三つの異なる道をたどる様子が描かれる。エピソード1では、共産主義体制に協力する青年活動家となり、エピソード2では反体制運動に加わる地下活動家となり、エピソード3では政治的中立を保ちながら家庭と学問に専念する研究者としての道を歩む。

### エピソード1
- タデウシュ・ウォムニッキ– ヴェルナー (エピソード2 に登場)
- ズビグネフ・ザパシェヴィチ– アダム、党活動家、ヴェルナーの友人
- ボグスワヴァ・パヴェレツ– チュシュカ、ヴィテクの愛
- イェジー・シュトゥール– ZSMP活動家
- ピョートル・スカルガ– 麻薬中毒者
- シルベスター・マチェイェフスキ – ZSMP 活動家 (エピソード3に登場)
- クシシュトフ・ザレスキー– 空港の男
- イエジー・モエス– チュシュカを逮捕したSB役員

### エピソード2
- ヤチェク・ボルコウスキー– マレク、反政府活動家
- ヤツェク・サス＝ウリノフスキー– ダニエル、ヴィテクの幼なじみ
- マルゼナ・トリバワ– ヴェルカ、ダニエルの妹
- アダム・フェレンシー- ステファン司祭、3対派活動家（エピソード3に登場）
- ステファニア・イヴィンスカ– 野党活動家
- イレーナ・ビルスカ– ヴィテクの叔母 (エピソード3に登場)

### エピソード3
- モニカ・ゴジク– オルガ・マトヴィシン、ヴィテクの妻
- ジグムント・ヒューブナー– 学部長（エピソード2に登場）
- イレーナ・ブラフスカ– 死にゆく老女の娘
- アレクサンダー・ミコワイチャク– ZSMP活動家

## 製作
本作の制作にあたって、クシシュトフ・キェシロフスキは1981年に雑誌『Dialog』に寄稿したエッセイで表明した理論的立場に基づき、新たな物語手法の模索を行った。それは政治的事象を語りつつも、「愛、憎しみ、嫉妬、死といった問題に対して激しい声をあげる」新しい映画言語の探求であった。キェシロフスキが所属していた「モラルの不安の映画」は、真実の追求という点で一時代を築いたが、キェシロフスキはそれを超えた普遍的でより深い人間理解を志向するようになった。
映画の制作においては、当時のポーランド内務省第III局が脚本に対して「低い芸術的価値」として難色を示し、「KOR（労働者擁護委員会）や独立派に対する弁護、反国家的・反社会主義的な言辞、党批判的性格」を問題視していた。脚本は当初製作許可を拒否されたが、1980年代初頭の「連帯」運動の盛り上がりの中で一時的に検閲が緩和されたことにより、製作が実現した。撮影は1981年春から夏にかけて行われ、いくつかの場面は高い演出上の難易度を伴って実現された。たとえば、主人公ヴテクが列車に飛び乗る冒頭シーンでは、バッグの重さを計算してバランスをとり、動いている列車とのタイミングを合わせるために2チームの撮影班が動員された。
音楽は著名な作曲家ヴォイチェフ・キラールが担当し、撮影はエドワルド・クウォスが務めた。主演のボグスワフ・リンダは、ウィテクの3つの異なる人生のそれぞれにおいて「誠実さ」を保つよう演技に努めたという。キェシロフスキも、いかなる選択肢においても主人公が道徳的に振る舞う点を強調している。
映画は1981年に完成したものの、1981年12月に導入された戒厳令の影響により上映は許可されず、1987年1月10日にようやく一般公開された。ただし初公開版では検閲によっていくつかの場面が削除されており、例えばヴィテクが民兵に殴打される場面や、「連帯」の集会で流れる予定だったヤツェク・カチマルスキの楽曲はカットされた。

## 評価

### ポーランド国外での評価
1987年に公開された『偶然』は、翌年の第40回カンヌ国際映画祭「ある視点」部門に選出され、国際的な注目を集めた。とはいえ、キェシロフスキ自身は映画が「時代遅れ」になってしまったとの印象を抱いていた。哲学者スラヴォイ・ジジェクは後年、同様の構造を持つ映画『ラン・ローラ・ラン』（1998）と比較し、『偶然』は「ぎこちなく、不自然」であると評したが、ポール・コーツはこの批判に対し、具体性を欠くと反論している。
ジジェクおよびコーツは、『偶然』の物語構造を「最初の列車シーンが現実」であり、「第1・第2パートが未来の想像」「第3パートが真の結末」と解釈している。批評家コスティカ・ブラダタンは、本作を「倫理的寓話」と捉え、いずれの人生においてもウィテクは誠実に生きようと努めていると述べた。
Rotten Tomatoesでは、11件のレビューに基づき73%の支持率を獲得している。映画監督アグニェシュカ・ホランドは、Criterion Collectionの特典インタビューで「キェシロフスキの最良かつ最も独創的な作品のひとつ」と高く評価している。

### ポーランド国内での評価
ポーランド国内では賛否両論があり、キェシロフスキの試みが過去のモラル映画の総括だとする声もあれば、事件や人物描写が単純化されているとの批判もあった。評論家マリアン・シュチュレクは、映画の「偶然性」概念を単純すぎると批判した一方で、スタニスワフ・ヴィショミルスキは人間の運命を象徴する寓話だと評価した。
ヴィテクの死の解釈についても意見が分かれた。多くの批評家は、エピソード3のみが「真の結末」であるとし、「中道」の姿勢が現実には通用しないことを示していると解釈した。しかしアートゥル・ヴィシニェフスキは、キェシロフスキが第3の選択肢を「望ましいもの」として描いていたとし、タデウシュ・ソボレヴフスキは、ヴィテクがどのような選択をしても「死」という宿命から逃れられないと指摘している。
また、政治的立場の中立性をめぐっても論争があり、キェシロフスキは「社会主義寄り」と批判された一方で、「連帯」側に肩入れしているとする意見もあった。マレク・ハルトフは、本作を政治映画であると同時に、存在論的作品としても読み解けると述べている。

## 影響
『偶然』の根幹をなす「列車に乗るか否か」によって人生が分岐するというアイデアは、後年多くの作品に影響を与えた。特に、2つの人生を描いた映画『スライディング・ドア』（1998）や、3つのシナリオが交錯する『ラン・ローラ・ラン』（1998）は、本作との類似が顕著である。キェシロフスキの同業者であるアグニェシュカ・ホランドは、『スライディング・ドア』が『偶然』の哲学的深みを単純化し、商業的に消費したと痛烈に批判している。また、ジャコ・ヴァン・ドルマル監督の『ミスター・ノーバディ』（2009）は、本作への明確なオマージュを含み、列車のホームでの決断が主人公の複数の人生を導くという構造を踏襲している。